# Evropský hokejový pohár 1990/1991
26. ročník hokejového turnaje European Cupu. Vítězem turnaje se stala Djurgårdens IF.

## 1. kolo

### Skupina A
(Sofija, Bulharsko)
- 1. Steaua Bucureşti (Rumunsko) – 4 body
- 2. Levski Spartak Sofija (Bulharsko) – 2 body
- 3. Aris Soluň (Řecko) – 0 bodů

### Skupina B
(Bolzano, Itálie)
- 1. KHL Medveščak Záhřeb (Jugoslávie) – 5 bodů
- 2. HC Bolzano (Itálie) – 4 body
- 3. VEU Feldkirch (Rakousko) – 2 body
- 4. Jászberényi Lehel SC (Maďarsko) – 1 bod

### Skupina C
(Rødovre, Dánsko)
- 1. Polonia Bytom (Polsko) – 6 body
- 2. Rødovre SIK (Dánsko) – 2 body
- 3. Furuset IF Oslo (Norsko) – 2 body
- 4. Cardiff Devils (Velká Británie) – 2 body

### Skupina D
(Rouen, Francie)
- 1. HC Rouen (Francie) – 4 body
- 2. IJHC Panda’s Rotterdam (Nizozemsko) – 2 body
- 3. C.H.H.Txuri Urdin I.H.T. de Donostia (Španělsko) – 0 bodů

## Semifinále

### Skupina A
(Düsseldorf, Německo)
- 1. HC TPS Turku (Finsko) – 6 bodů
- 2. Düsseldorfer EG (Německo) – 4 body
- 3. KHL Medveščak Záhřeb – 2 body
- 4. HC Rouen – 0 bodů

### Skupina B
(Lugano, Švýcarsko)
- 1. HC Sparta Praha (Československo) – 5 body
- 2. HC Lugano (Švýcarsko) – 5 body
- 3. Polonia Bytom – 2 body
- 4. Steaua Bucureşti – 0 bodů
- Utkání Sparty
- HC Sparta Praha – Steaua Bucureşti 8:0 (2:0,3:0,3:0) 16. listopadu 1990
- HC Sparta Praha – Polonia Bytom 7:5 (1:2,3:1,3:2) 17. listopadu
- HC Sparta Praha – HC Lugano 4:4 (3:1,0:2,1:1) 18. listopadu

## Čtvrtfinále
(Düsseldorf, Německo) (27. prosince 1990)
- Düsseldorfer EG – HC Sparta Praha 2:6 (0:2,0:3,2:1)
- HC TPS Turku – HC Lugano 5:4

## O 5. místo
(28. prosince 1990)
- HC Lugano – Düsseldorfer EG 2:6

## Semifinále
(28. prosince 1990)
- Dynamo Moskva (SSSR) – HC TPS Turku 3:2
- Djurgårdens IF (Švédsko) – HC Sparta Praha 3:2 (1:1,0:1,2:0)

## O 3. místo
(30. prosince 1990)
- HC Sparta Praha – HC TPS Turku 3:4 (1:0,0:3,2:1)

## Finále
(30. prosince 1990)
- Djurgårdens IF – Dynamo Moskva 3:2